# عقيدة جيراسيموف
عقيدة جيراسيموف، التي سُميت باسم رئيس الأركان العامة للقوات المسلحة الروسية الجنرال فاليري جيراسيموف، هي عقيدة شبه عسكرية أنشأتها وسائل الإعلام الغربية وبعض المحللين الروس. تستند العقيدة إلى آراء جيراسيموف حول الحروب الأمريكية المعاصرة، واضعة الصراع والحرب بين الدول على قدم المساواة مع الأنشطة السياسية والاقتصادية والإعلامية والإنسانية وغيرها من الأنشطة غير العسكرية. أصبحت معروفة بعد أن صاغ مارك جاليوتي المصطلح في مدونته «في ظلال موسكو» وغزو وضم روسيا لشبه جزيرة القرم في عام 2014. اقتنع بعض المحللين الغربيين بأن الأفعال الروسية عكست «عقيدة جيراسيموف»، مما ساعد على انتشار المصطلح وجعله كلمة رنانة.
يتنازع الباحثون على فكرة وجود «عقيدة جيراسيموف» من قبل العديد من الباحثين والمتخصصين في التفكير العسكري الروسي والعقيدة. وفقًا لهم، فإن العناصر الرئيسية لعقيدة جيراسيموف تكمن في مفهوم الحروب من الجيل الجديد. يجادل الكثيرون أيضًا بأن جيراسيموف لم يكن يرغب في تقديم عقيدة بقدر ما كان يطلب من علماء الأكاديمية الروسية للعلوم العسكرية إجراء أبحاث لمساعدته على فهم الطرق الجديدة للحروب الغربية.

## تاريخيًا
صاغ مارك جاليوتي في مدونته «في ظلال موسكو» مصطلح عقيدة جيراسيموف. في ذلك الوقت، اعتقد جاليوتي أن جيراسيموف قدم آراءه حول الحروب المستقبلية في مقال نشر في جريدة «فوينو-بروميشليني كوريير» بعنوان «قيمة العلم في التنبؤ» في العدد الصادر بين 27 فبراير و5 مارس 2013. أثبت لاحقًا أن هذه الفكرة سوء فهم. كان مقال جيراسيموف هو تفريغ خطابه السنوي وعرضه في الأكاديمية الروسية للعلوم العسكرية في مارس 2013، عندما كان يحاول شرح الطريقة التي يشارك بها الغرب في الحروب والأهمية المتزايدة للأدوات غير العسكرية لتحقيق الأهداف العسكرية. بعبارة أخرى، كانت هذه آراء جيراسيموف حول طرق الحروب الأمريكية المعاصرة. أُعيد نشر هذا المقال في مجلة «مراجعة العسكرية» باللغة الإنجليزية، واستشهدت به الصحافة الغربية عدة مرات.

## آراء جيراسيموف حول الحروب المستقبلية
تدعو العقيدة إلى نسبة 4:1 بين العمل غير العسكري والعمل العسكري. يشدد جيراسيموف على «أهمية السيطرة على الفضاء المعلوماتي والتنسيق في الوقت الحقيقي لجميع جوانب الحملة، بالإضافة إلى استخدام الضربات المستهدفة في عمق أراضي العدو وتدمير البنية التحتية المدنية والعسكرية الحيوية». ويقترح إخفاء الوحدات العسكرية النظامية تحت ستار قوات حفظ السلام أو إدارة الأزمات.

### العمل العسكري
- التدابير العسكرية للردع الاستراتيجي
- الانتشار الاستراتيجي
- الحرب
- عمليات حفظ السلام

### الإجراءات غير العسكرية
- تشكيل التحالفات والتحالفات
- الضغوط السياسية والدبلوماسية
- العقوبات الاقتصادية
- الحصار الاقتصادي
- انهيار العلاقات الدبلوماسية
- تشكيل المعارضة السياسية
- عمل قوى المعارضة
- تحويل اقتصاد الدولة التي تواجه روسيا إلى سكك حديدية عسكرية
- إيجاد سبل لحل الصراع
- تغيير القيادة السياسية للبلد الذي يواجه روسيا
- تنفيذ مجموعة من التدابير للحد من التوترات في العلاقات بعد تغيير القيادة السياسية

بالإضافة إلى ذلك، تفترض العقيدة «المواجهة الإعلامية»، من دون تحديد ما إذا كانت هذه الأنشطة عسكرية أو غير عسكرية.